# Opius acuticrenis
Opius acuticrenis är en stekelart som beskrevs av Fischer 1965. Opius acuticrenis ingår i släktet Opius och familjen bracksteklar. Inga underarter finns listade i Catalogue of Life.